# Pfleggerichtsgebäude (Neumarkt am Wallersee)

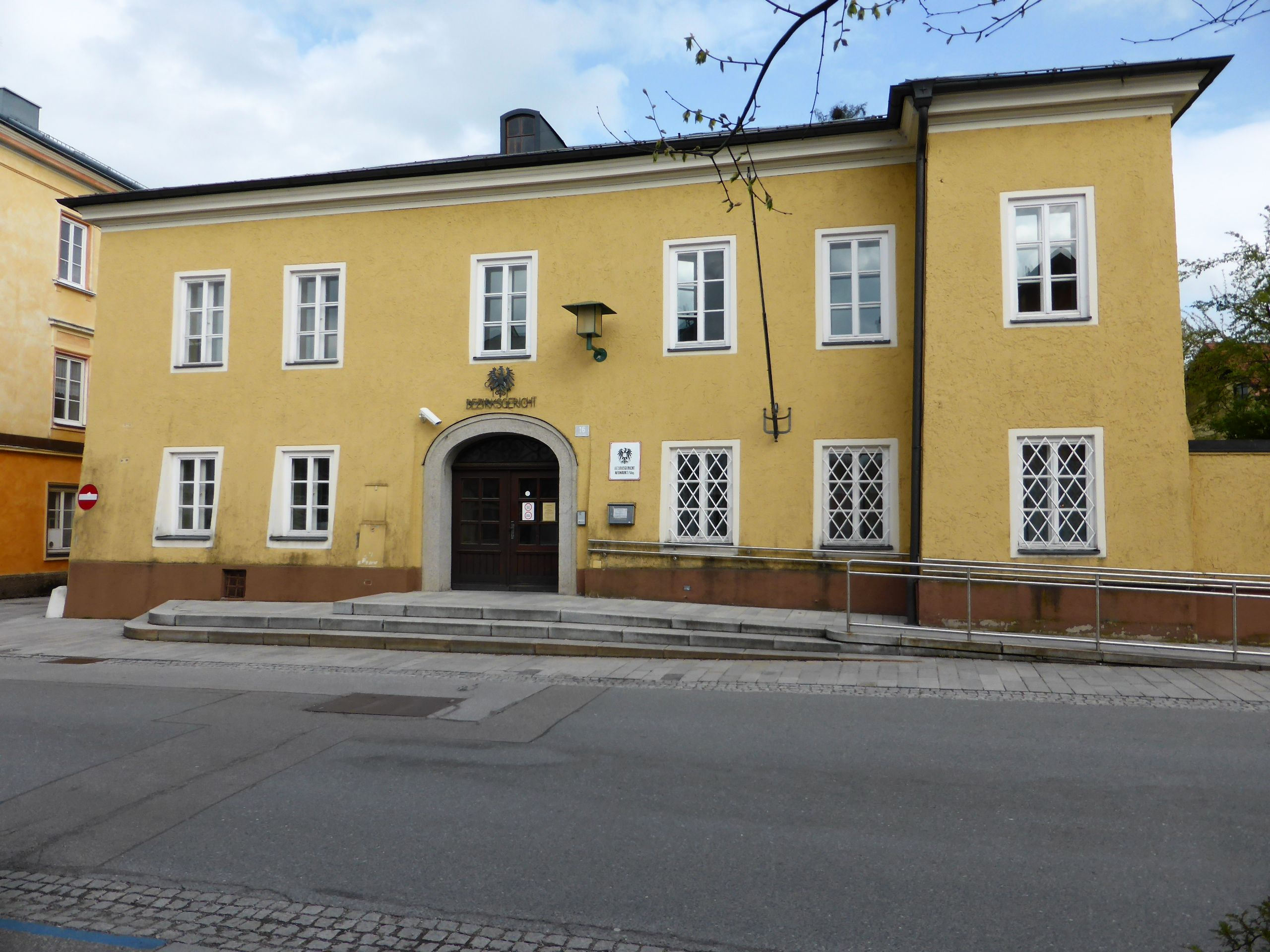
Pfleggerichtsgebäude, heute Bezirksgericht von Neumarkt am Wallersee

Das Pfleggerichtsgebäude (Neumarkt am Wallersee) befindet sich in der Gemeinde Neumarkt am Wallersee in einer Hauszeile der Straßenmarktanlage dieses Ortes im Bezirk Salzburg-Umgebung von Salzburg (Hauptstraße 16). Ursprünglich war des der Sitz der Pflegers im Pfleggericht Neumarkt. Bis 2023 war hier das Bezirksgericht von Neumarkt untergebracht.

## Geschichte
Seit dem 15. Jahrhundert hatte der Landrichter von Lichtentann seinen Amtssitz nach Neumarkt verlegt (vermutlich ab 1485). Auch nach der Zusammenlegung der Gerichte von Altentann und Lichtentann 1607 nach Altentann verblieb in Neumarkt ein Gerichtsschreiber. 1685 war ein Neubau für das Gefängnis geplant, dafür wurde aber ein Bürgerhaus (Winklersche Behausung) erworben und adaptiert. Danach übersiedelte auch der Pflegsverwalter von Alten- und Lichtentann nach Neumarkt. 
Obwohl es immer wieder Klagen über den Zustand des Gebäudes gab, übernachteten hier bedeutsame Persönlichkeiten, so bereits 1545 Herzog Alphons I. von Ferrara, der von Kaiser Maximilian II. ein Empfehlungsschreiben für eine saubere Herberig und Pettgewandt mitgebracht hatte. Im Winter 1717/1718 machte hier der englische Thronprätendent Jakob III. Stuart auf seiner Reise nach Neapel Station. 
Im Laufe des 18. Jahrhunderts wurden etliche Verbesserungen vorgenommen: 1747 wurde die Schreibstube neu eingerichtet, 1754 wurden neue Kästen für das Archiv angeschafft, 1761 wurden Türen und Fenster im sogenannten Bürgerstüberl erneuert. 1781 wurde festgestellt, dass die Kapelle an der Gartenmauer zum Gerichtsgebäude gehört und erneuert werden müsste. 1796 ist scheinbar das ganze Anwesen saniert worden.
1816 ging das Gerichtsgebäude mit dem Anschluss Salzburgs an die Habsburger Monarchie aus dem Besitz der erzbischöflichen Hofkammer in das Eigentum des k.u.k. Kameralärars über. Seit 1920 ist es in den Besitz der Republik Österreich.

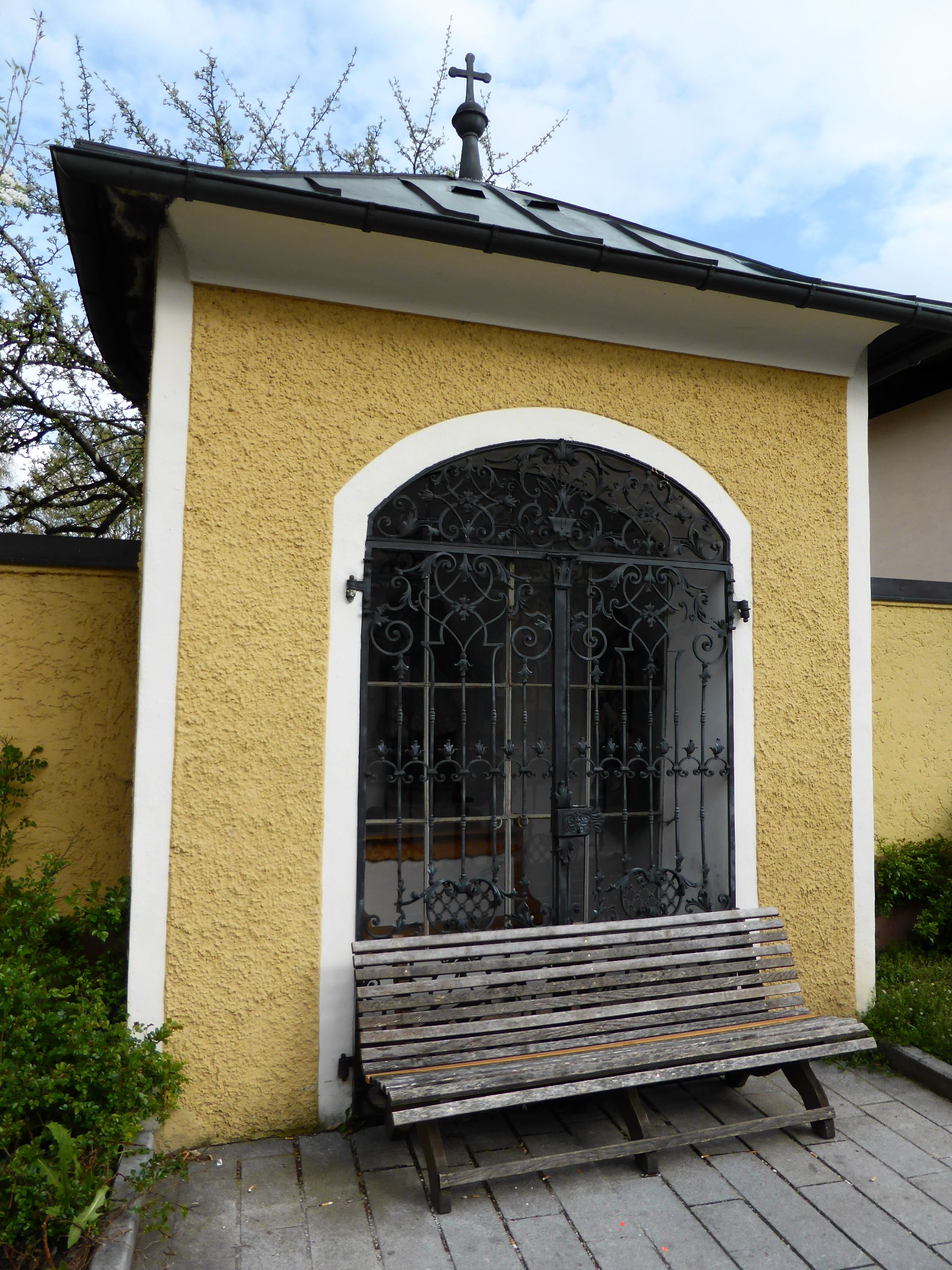
Gerichtskapelle, geweiht dem Hl. Johannes von Nepomuk

## Pfleggerichtsgebäude bzw. Bezirksgericht einst und jetzt
Seit dem Marktbrand von 1879 ist das Gebäude ein relativ schmuckloser zweigeschoßiger Bau. Am südlichen Eck springt ein einachsiger Bauteil vor, der aber unter das flache Walmdach des ganzen Gebäudes einbezogen ist. Eine Hofmauer führt zu der Kapelle, die dem Hl. Johannes von Nepomuk geweiht ist. 
Im Erdgeschoß ist von dem ehemaligen Pferdestall noch ein Platzlgewölbe auf einem Mittelpfeiler erhalten. Im Obergeschoß sind einige einfache Stuckspiegel angebracht. Einige Decken weisen Randwulstgesimse unter den Hohlkehlen auf. 
1988 wurde eine Generalsanierung abgeschlossen. Die ehemalige Pflegerwohnung im Obergeschoß diente zuletzt als Amtszimmer des Bezirksrichters. Im Garten wurde ein achteckiger (nunmehr verglaster) Pavillon erneuert. 